# المزوقة (سيدي احمد)
المزوقة هو دُوَّار يقع بجماعة الكنتور، إقليم اليوسفية، جهة مراكش آسفي في المملكة المغربية. ينتمي الدوّار لمشيخة سيدي احمد التي تضم 18 دوار. يقدر عدد سكانه بـ 149 نسمة حسب الإحصاء الرسمي للسكان والسكنى لسنة 2004.

## روابط خارجية
- البوابة الوطنية للجماعات الترابية
- المندوبية السامية للتخطيط